# Moruț, Mureș
Moruț este o localitate componentă a orașului Sărmașu din județul Mureș, Transilvania, România.

## Date generale
Moruț este un sat-cătun al Sărmașului, așezat pe interfluviul dintre Pârâul de Câmpie și Valea Șesu, în zona de izvoare a pârâului Cicana Mare. Aflat în involuție în ultimele decenii, în anul 2002 avea 36 de gospodării și un număr de 89 locuitori.